# Oberamt Backnang

Karte der württembergischen Oberämter, Stand 1926

Das Oberamt Backnang war ein württembergischer Verwaltungsbezirk (auf beigefügter Karte Nr. 2), der 1934 in Kreis Backnang umbenannt und 1938 um Teile der aufgelösten Kreise Marbach und Gaildorf zum Landkreis Backnang vergrößert wurde. Allgemeine Bemerkungen zu württembergischen Oberämtern siehe Oberamt (Württemberg).

## Geschichte

Oberamt Backnang, Gebietsstand 1813, mit den früheren Herrschafts- und Ämtergrenzen
Legende

Bereits im 14. Jahrhundert war die Stadt Backnang Hauptort einer württembergischen Vogtei, aus der das weltliche Amt, ab 1758 Oberamt, Backnang hervorging. Ebenfalls altwürttembergisch war das Gebiet um Murrhardt, das seit der Aufhebung des dortigen Benediktinerklosters im 16. Jahrhundert als Klosteramt verwaltet wurde. Die 1806 begonnene Verwaltungsreform fügte diese beiden Ämter sowie das mit der Rheinbundakte zu Württemberg gekommene, zuvor löwensteinische Gebiet um Sulzbach zum vergrößerten Oberamt Backnang zusammen. Nachbarn des von 1818 bis 1924 dem Neckarkreis zugeordneten Bezirks waren nach der Neuordnung die württembergischen Oberämter Gaildorf, Welzheim, Waiblingen, Marbach und Weinsberg.

### Ehemalige Herrschaften
1813, nach Abschluss der Gebietsreform, setzte sich der Bezirk aus Bestandteilen zusammen, die im Jahr 1800 zu folgenden Herrschaften gehört hatten:
- Herzogtum Württemberg
  - Oberamt Backnang: Backnang, Althütte, Bruch, Cottenweiler, Ebersberg, Ober-, Mittel- und Unterfischbach, Heiningen, Heutensbach, Lippoldsweiler, Maubach, Oberbrüden, Oberweissach, Reichenberg, Sechselberg, Steinbach, Strümpfelbach, Unterbrüden, Unterweissach, Waldrems;
  - Oberamt Marbach: Rietenau, Mittelschöntal;
  - Oberamt Weinsberg: Grab, Mannenweiler, Morbach, Rösersmühle, Schönbronn, Schönthalerhöfle, Neufürstenhütte, Erlach (zum Teil), Liemannsklinge, Eschenstruet, Großhöchberg, Vorder- und Hinterbüchelberg;
  - Klosteramt Murrhardt: Murrhardt und Fornsbach (die Hub);
  - Stiftsverwaltung Backnang: Allmersbach;
  - Rentkammer: Fürstenhof, Ungeheuerhof, Unterschöntal sowie das Stabsamt Spiegelberg mit Jux und Roßstaig.
- Löwenstein
 Zur seit 1504 unter württembergischer Lehns- und Landeshoheit stehenden Grafschaft Löwenstein gehörten Fornsbach mit Hinterwestermurr, Köchersberg, Mettelberg, Schloßhof und Sulzbach mit Bartenbach, Berwinkel, Eichelhof, Erlach (zum Teil), Ittenberg, Kieselhof, Klein-Höchberg, Lautern, Liemersbach, Schleisweiler, Siebenknie, Siebersbach, Trauzenbach, Zwerenberg.
- Reichsritterschaft
 Beim Ritterkanton Kocher der schwäbischen Ritterschaft waren immatrikuliert: Großaspach und Oppenweiler mit Rüflensmühle (Freiherr von Sturmfeder).

## Gemeinden

### Einwohnerzahlen 1867
Folgende Gemeinden waren 1871 dem Oberamt Backnang unterstellt. Die nach Konfessionen aufgeschlüsselten Einwohnerzahlen beziehen sich auf 1867:
| Nr. | frühere Gemeinde | ev.   | kath. | sonst. | heutige Gemeinde     |
| --- | ---------------- | ----- | ----- | ------ | -------------------- |
| 1   | Backnang         | 4204  | 71    | 2      | Backnang             |
| 2   | Allmersbach      | 604   | –     | –      | Allmersbach im Tal   |
| 3   | Althütte         | 1006  | 16    | –      | Althütte             |
| 4   | Bruch            | 256   | –     | –      | Weissach im Tal      |
| 5   | Cottenweiler     | 280   | 1     | –      | Weissach im Tal      |
| 6   | Ebersberg        | 22    | 274   | –      | Auenwald             |
| 7   | Fornsbach        | 752   | –     | 24     | Murrhardt            |
| 8   | Grab             | 658   | –     | –      | Großerlach           |
| 9   | Groß-Aspach      | 1266  | 11    | –      | Aspach               |
| 10  | Groß-Erlach      | 811   | 8     | –      | Großerlach           |
| 11  | Heiningen        | 266   | 2     | 4      | Backnang             |
| 12  | Heutensbach      | 321   | 1     | –      | Allmersbach im Tal   |
| 13  | Jux              | 560   | 5     | –      | Spiegelberg          |
| 14  | Lippoldsweiler   | 835   | 8     | 13     | Auenwald             |
| 15  | Maubach          | 211   | 2     | –      | Backnang             |
| 16  | Murrhardt        | 4258  | 19    | 41     | Murrhardt            |
| 17  | Neufürstenhütte  | 346   | 1     | –      | Großerlach           |
| 18  | Oberbrüden       | 951   | 2     | –      | Auenwald             |
| 19  | Ober-Weissach    | 405   | 3     | –      | Weissach im Tal      |
| 20  | Oppenweiler      | 496   | 97    | –      | Oppenweiler          |
| 21  | Reichenberg      | 1049  | 10    | 27     | Oppenweiler          |
| 22  | Rietenau         | 537   | –     | –      | Aspach               |
| 23  | Sechselberg      | 772   | 22    | –      | Althütte             |
| 24  | Spiegelberg      | 1128  | 4     | 54     | Spiegelberg          |
| 25  | Steinbach        | 468   | –     | 3      | Backnang             |
| 26  | Strümpfelbach    | 243   | 1     | –      | Backnang             |
| 27  | Sulzbach         | 2593  | 14    | 8      | Sulzbach an der Murr |
| 28  | Unterbrüden      | 448   | 2     | –      | Auenwald             |
| 29  | Unter-Weissach   | 931   | 3     | –      | Weissach im Tal      |
| 30  | Waldrems         | 284   | 2     | –      | Backnang             |
|     | Summe            | 26961 | 579   | 176    |                      |

### Änderungen im Gemeindebestand seit 1813

Gemeinden und Markungen um 1860

Nachdem die Verfassung von 1819 die Grundlage für die kommunale Selbstverwaltung bereitet hatte, konstituierten sich die bürgerlichen Gemeinden im modernen Sinne. Bis 1828 wurden zu selbständigen Gemeinden erhoben: Althütte, Heutensbach, Jux, Neufürstenhütte und Sechselberg.
1827 wurde Großhöchberg nach Spiegelberg eingemeindet.
1836 wurde Vorderbüchelberg nach Spiegelberg eingemeindet.
1843 wurde Fornsbach (mit Hinterwestermurr, Köchersberg, Mettelberg und Schloßhof) von Sulzbach getrennt und zur selbständigen Gemeinde erhoben.
1848 wurde die neue Gemeinde Großerlach aus Teilen von Sulzbach (Markungen Großerlach und Liemersbach) und Reichenberg (Markungen Ober-, Mittel-, Unterfischbach) gebildet. Die neue Gemeinde Grab entstand aus Teilen von Murrhardt (Markungen Grab, Mannenweiler, Morbach, Rösersmühle, Schönbronn, Schöntalhöfle) und Sulzbach (Markung Trauzenbach).
1855 wurde Roßstaig nach Spiegelberg eingemeindet. (Die Gemeinde Roßstaig umfasste nur den Ort Ober-Roßstaig; Unter-Roßstaig gehörte zur Gemeinde Neulautern im Oberamt Weinsberg.)
Um 1858 wurde der Kieselhof von Sulzbach nach Murrhardt umgemeindet.
1933 wurden umgemeindet:
- Köchersberg von Fornsbach nach Murrhardt,
- Siebenknie von Sulzbach nach Murrhardt,
- Eschenstruet und Liemannsklinge von Murrhardt nach Sulzbach,
- Frankenweiler von Murrhardt nach Grab,
- Rösersmühle von Grab nach Mainhardt (Oberamt Hall).

1934 wurde Harnersberg von Murrhardt nach Fornsbach umgemeindet; 1935 folgte Neuhaus.
1936 wurde Sachsenweiler von Unterweissach nach Backnang umgemeindet.
1938 wurde Oppenweiler nach Reichenberg eingemeindet. Im Herbst desselben Jahres folgte mit dem Münchner Diktat die Angliederung des tschechoslowakischen Reichenbergs an das Deutsche Reich. Wegen Verwechslungsgefahr mit der Stadt Reichenberg im neu gegründeten Reichsgau Sudetenland und zwecks Angleichung an den Namen des Bahnhofes wurde die Gemeinde 1942 in Oppenweiler umbenannt.

## Amtsvorsteher
- 1807–1810: Johann Konrad Gottlob Reuß
- 1810–1813: Gottlieb Benjamin von Wolf
- 1813–1819: Heinrich Friedrich Krauß
- 1819–1823: Gotthold Karl Georg von Ströhlin
- 1823–1839: Karl Christian Schmid
- 1839–1843: Gustav Stockmayer
- 1843–1846: Carl Theodor Friedrich von Lang
- 1846–1849: Adolf von Daniel
- 1849–1852: Carl Friedrich Wilhelm Stetter
- 1853–1860: Karl Hermann von Hörner
- 1860–1877: Wilhelm Friedrich von Drescher
- 1877–1883: Adolf Göbel
- 1883–1889: Gregor Münst
- 1889–1895: Karl Albert Christoph Schüz
- 1895–1897: Gustav Kälber
- 1898–1914: Carl Preuner
- 1915–1919: Oswald Susset
- 1919–1919: Maximilian Binder (Amtsverweser)
- 1919–1919: Karl Kircher (Amtsverweser)
- 1920–1924: Heinrich Klumpp
- 1924–1933: Gustav Drautz
- 1933–1936: Karl Heckel